# エリカ属

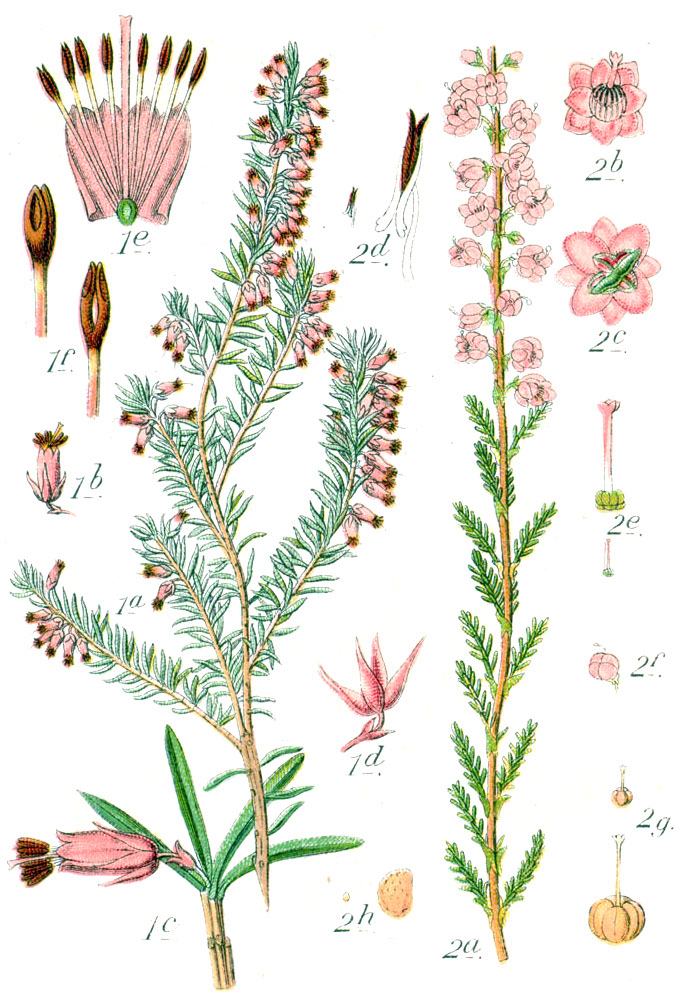
図版
1. Erica carnea
2. Calluna vulgaris

エリカ属（エリカぞく、学名：Erica）とはツツジ科の植物の属のひとつ。700種類以上の種があり、その大部分は南アフリカ原産で、残りの70種程度がアフリカの他の地域や地中海地方、ヨーロッパ原産である。

## 特徴
常緑性の木本で、低木になるものから小高木になるものまである。樹高はほとんどが1m以下と低いが、一部には5mを越えるものがある。多く枝を出し、葉を輪生状につける。3輪生のものと6輪生のものがほとんどで、一部に4輪生のものがあるが、いずれにしても他のツツジ科のものにはあまり見られない特徴となっており、花がなくても判別可能である。葉の形は針状から線状と細くなっており、長さも小さく、両側の縁が裏側に巻いているものもよくある。
花は茎の先端か葉腋から出て、単独に生じるもの、穂状、総状、散形状などの花序を成すものがあり、個々の花はぶら下がって俯くものが多い。葉が花より短いものが多く、そのために花がよく目立つ。萼片は4裂していて短く、花冠も先端は4裂している。この点、同じ科でよく似た花を着けるアセビやドウダンツツジで5裂であるのとはっきり異なっている。花冠の形は筒状、釣り鐘状、壺状などの形を取り、色は白、淡い紅、紅紫、黄色、緑など多様である。またこの花冠は宿在性で、つまり開花が終わってもそのまま残る。雄しべは通常は8個で、雌しべは1つだけあって花柱は1個、子房上位。果実は蒴果で多数の種子を含んでいる。
学名はラテン語の名である erica、あるいはギリシャ語での名である ereike に基づく。

## 種と分布
600種以上があり、ヨーロッパからアフリカ南部にまで分布する。特にヒース（後述する）との関わりからヨーロッパで古くからよく親しまれているが、種数としてはこの地域に分布するものは14種しかない。分布の中心は南アフリカにあって、約600種が集中する。さらにケープタウン東方のカレドン地区はもっとも多くが集中しており、220種がこの地域で知られている。ヨーロッパと南アフリカの間では東アフリカの東部から紅海付近にわたって分布があり、ここに約10種がある。ヨーロッパとアフリカの間では南ヨーロッパからコーカサス地方に分布し、更にサハラの山地にも自生地がある種(E. arborea)があり、南ヨーロッパとアフリカの分布域は繋がっていたと考えられる。

## 下位分類
以下にエリカ属（Erica）の代表的なものを上げる。

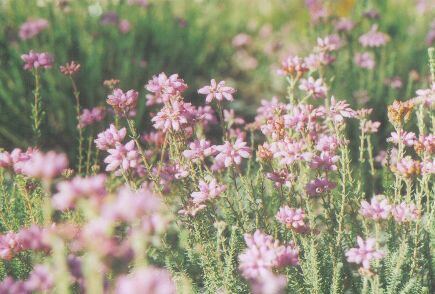
E. arborea：エイジュ
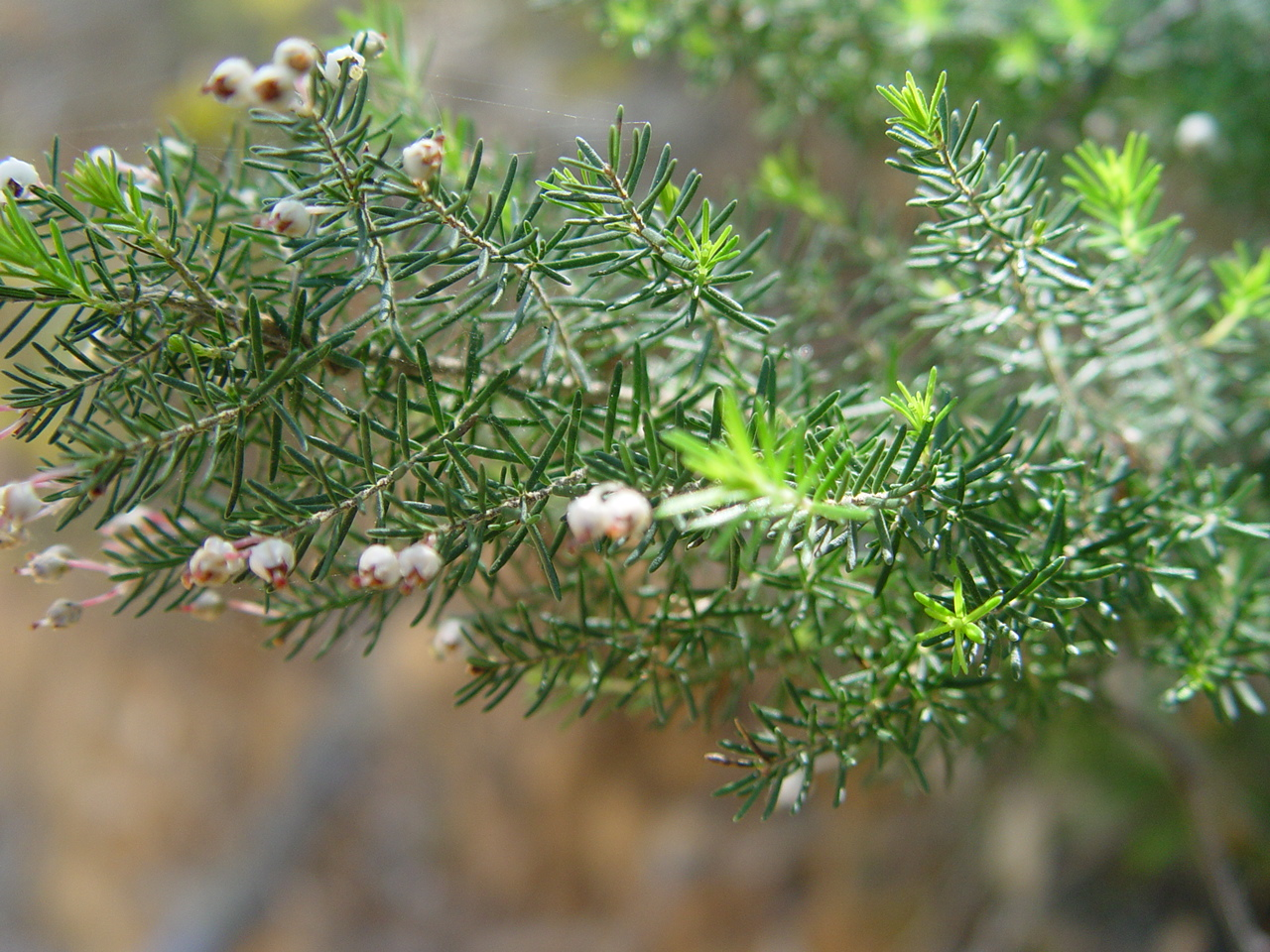
E. aristata
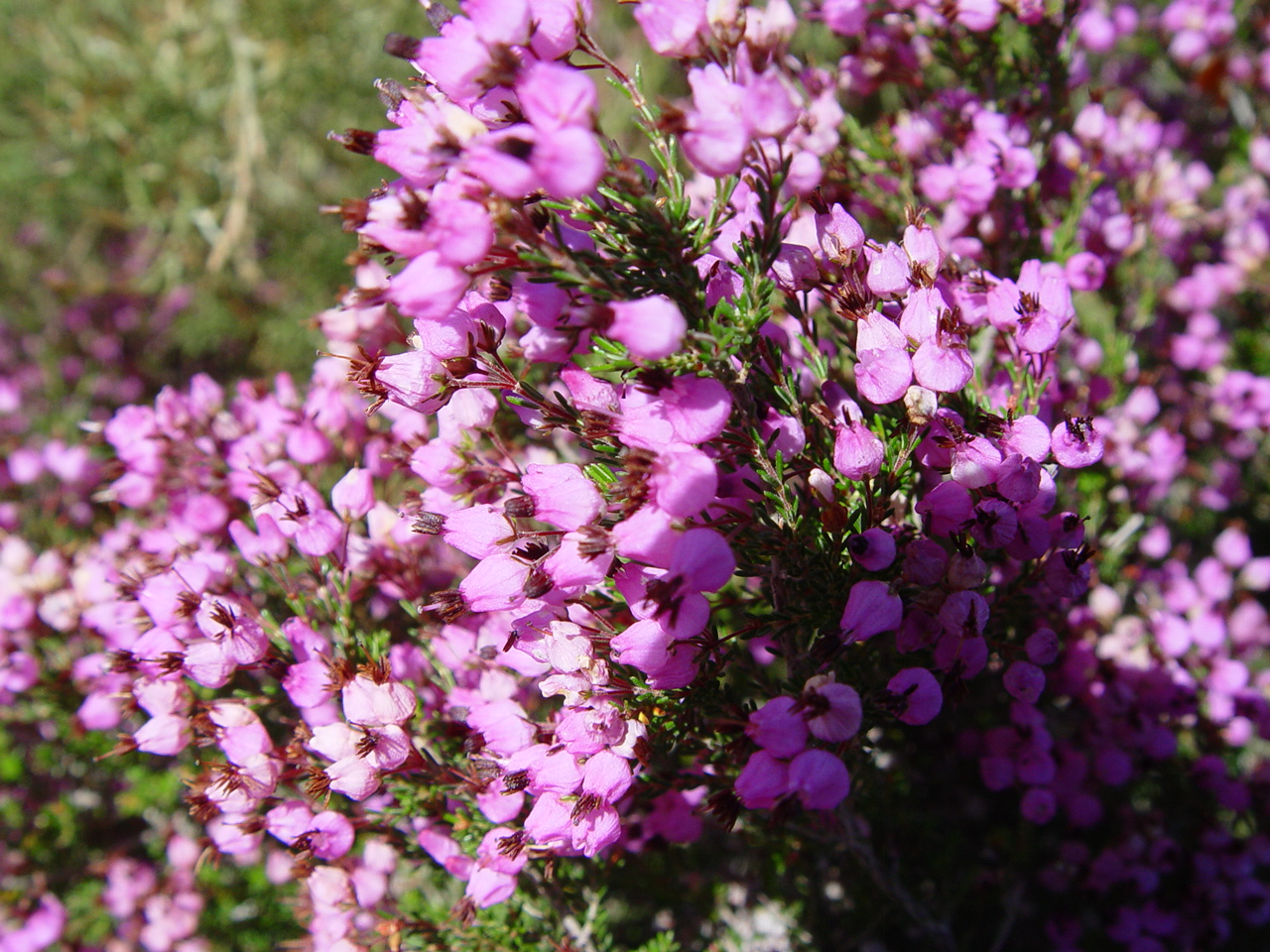
E. australis
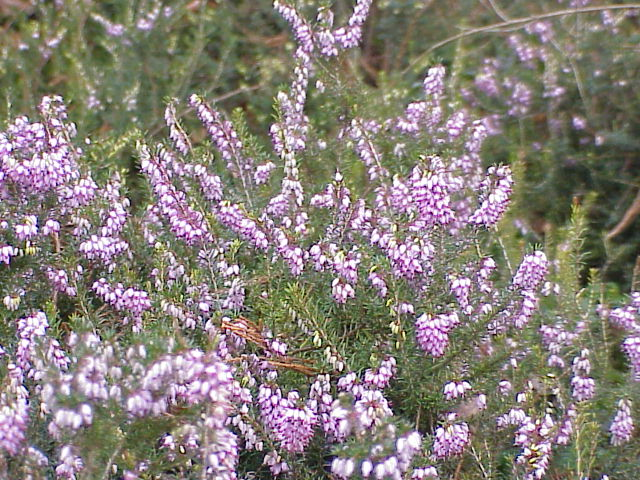
E. bauera
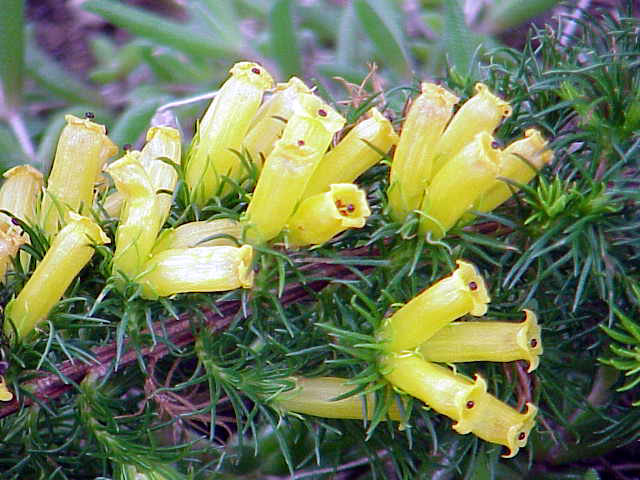
E. blandfordia
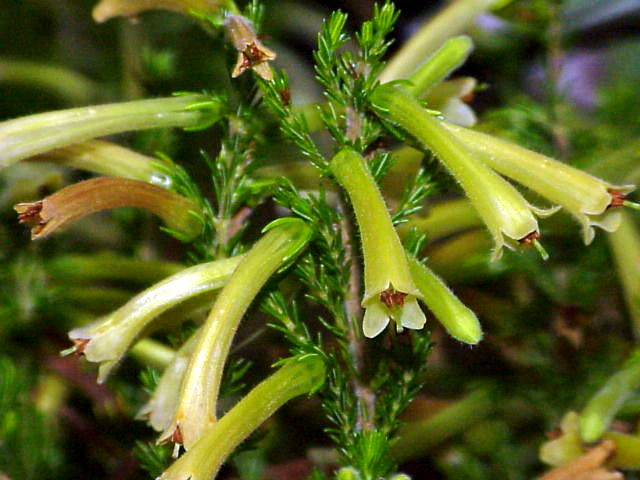
E. bowieana
- E. canaliculata：ジャノメエリカ
- E. carnea
- E. cerinthoides
- E. chamissonis
- E. ciliaris：ケエリカ
- E. cinerea
- E. colorans
- E. erigena
- E. foliacea
- E. formosa：スズランエリカ
- E. gracilis
- E. grandiflora
- E. halicacaba
- E. hirtiflora：オトメエリカ
- E. holosericea
- E. lateralis
- E. lusitanica
- E. mackaiana
- E. nana
- E. patersonia
- E. plukemeti
- E. regia
- E. sessiliflora
- E. shannonea
- E. sititiens
- E. sparsa：アワユキエリカ
- E. taxifolia
- E. terminalis
- E. tetraliz
- E. thimifolia
- E. transparens
- E. vagans
- E. ventricosa
- E. verticillata
- E. vestita

- E. tetralix
- E. arborea
- E. australis
- E. herbacea
- E. patersonia
- E. bucciniiformis

## 類似の群
ヨーロッパのいわゆるヒースには本属の種の他によく似たギョリュウモドキ属 Calluna のものが一緒に生えている。単一の種ギョリュウモドキ C. vulgaris のみを含み、その形態は本属のものとよく似ている。そのために当初はこの属のものとして記載され、後に萼が花冠より目立つことなどの違いから別属となった。英語ではヘザー heather と呼ばれ、同じように親しまれる。

## 利用
エリカ類は特にヨーロッパでは古くから親しまれ、園芸の他にも様々に利用され、またその景観も特別に扱われた。「ヒース・ビール」と呼ばれるビールがあるが、これはエリカの穂先の柔らかい部分と麦芽を２：１の割合で配合して作るといわれる。

### 園芸植物として

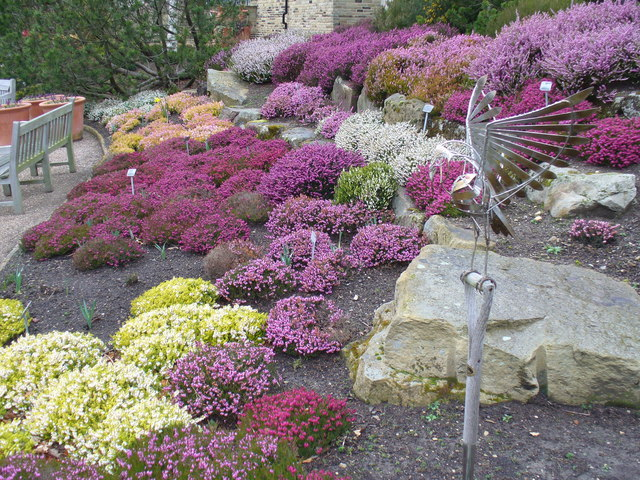
ヒースを用いた庭園

花が美しい低木として古くから知られる。ヨーロッパ産のものはヨーロッパで古くから庭園植物として重要なものだった。現在ではアフリカの多くの種も栽培されている。
園芸の立場からは、その性質からヨーロッパ原産のものとアフリカ原産のものを区別するのが普通である。

#### ヨーロッパ原産種
花は一般に小柄で、色は紫紅色、紅、あるいは白を基調とする。性質としては耐寒性は強いが夏の暑さには弱い。ヨーロッパでは当然ながら古くから親しまれたが、日本の気候では栽培は容易でない。特に夏の高温多湿、冬の乾燥に弱く、太平洋岸の低地での栽培は難しい。そのために日本ではごく少数の種が鉢植えで栽培されている程度に限られている。
欧米においては庭園の植物として重要視され、本群のものを中心としてヒース・ガーデンというものも作られていた。E. carnea、E. ciliaris、E. cinerea、E. erigena、E. mackaiana、E. vagansなどが古くから栽培され、特に E. cinerea はヨーロッパ系の種では最も美しいとされる。これらを基に選別された園芸品種も数多い。来歴がはっきりしていない園芸品種もまた多く存在し、ヨーロッパではそれらを総じる名称として‘ヒエマリス’と呼ぶ。日本ではその一部が‘クリスマス・パレード’の名で紹介されている。他にも交配品種が作出されている。

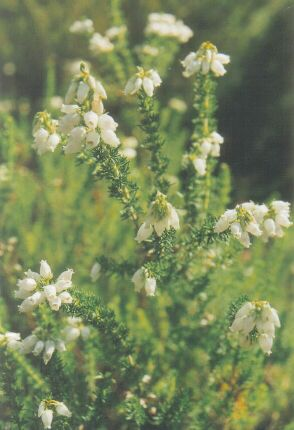
E. cinerea
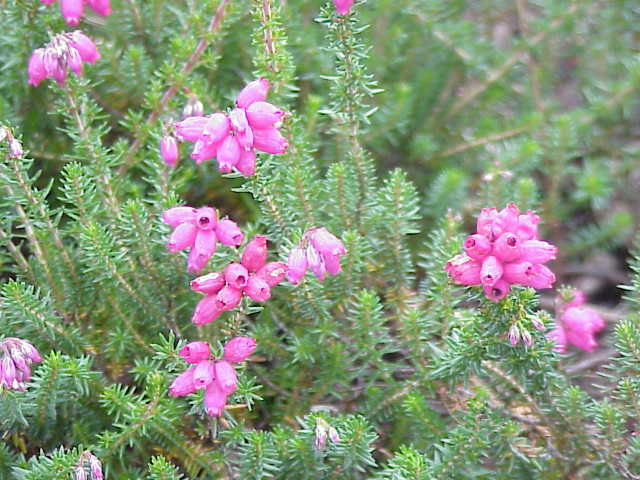
E. cinera
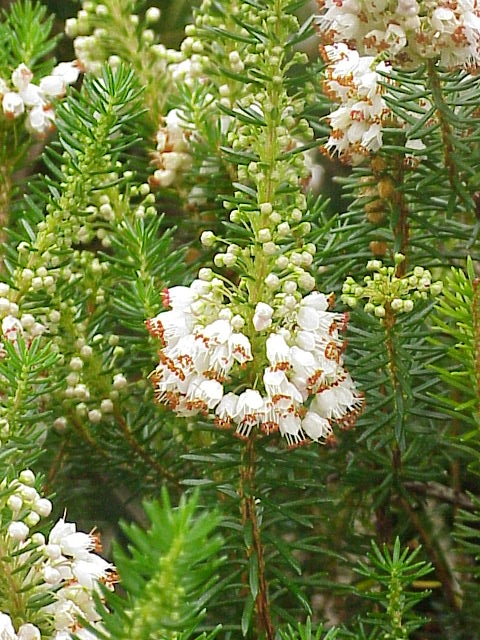
E. vagans

#### アフリカ原産種
花の色や大きさ、形などは変化に富んでいる。18世紀末以降に多くの種がヨーロッパに導入された。ただし園芸的な発展は大きくなかった。ただE. gracilis はドイツで大量に栽培され、クリスマスの鉢物としてヨーロッパ各地に供給されている。その後、ニュージーランドで切り花栽培が盛んに行われるようになった。日本にはジャノメエリカがとてもよく普及し、更にいくつかの種が持ち込まれるようになっており、鉢植えで栽培される種が増えつつある。

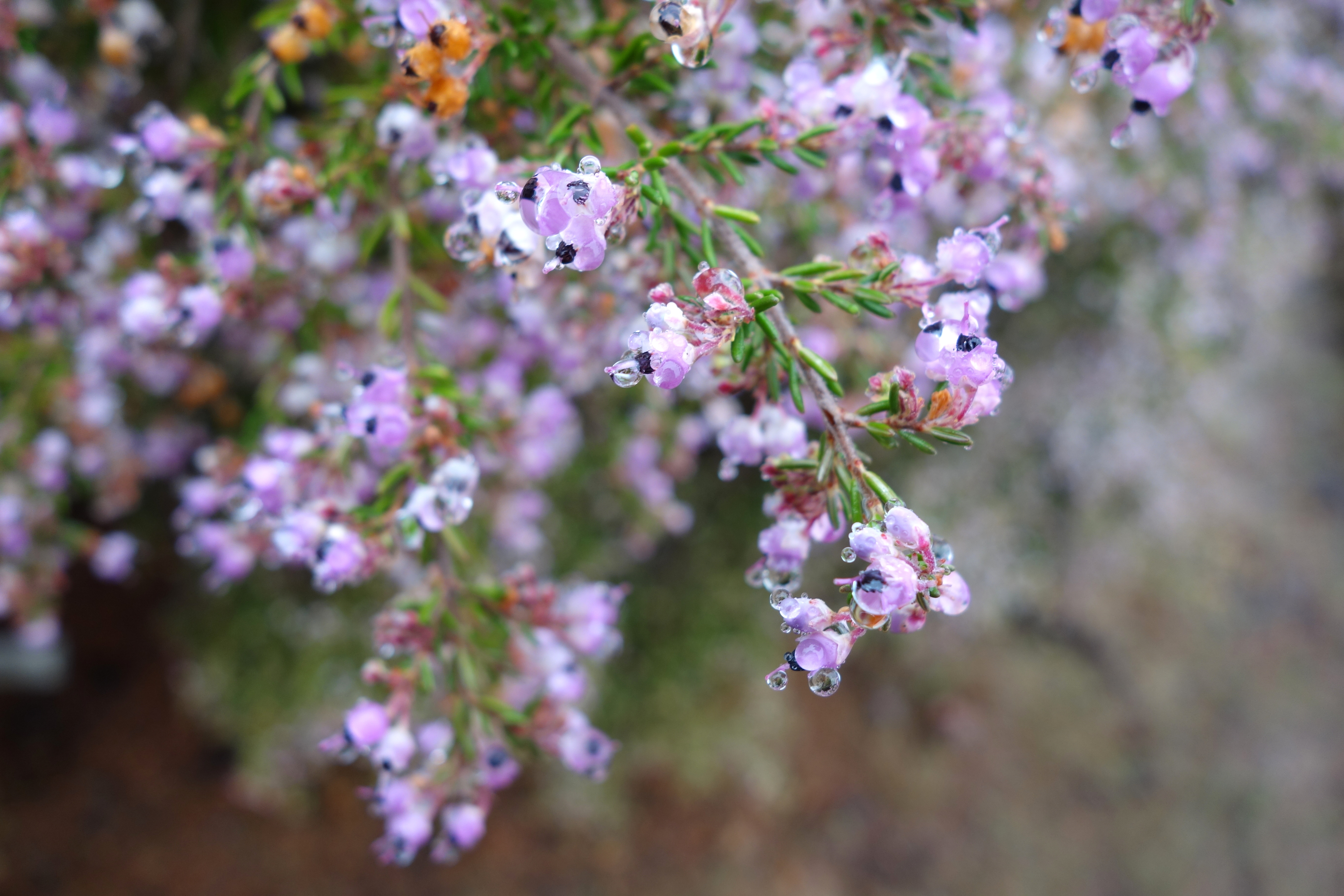
ジャノメエリカ
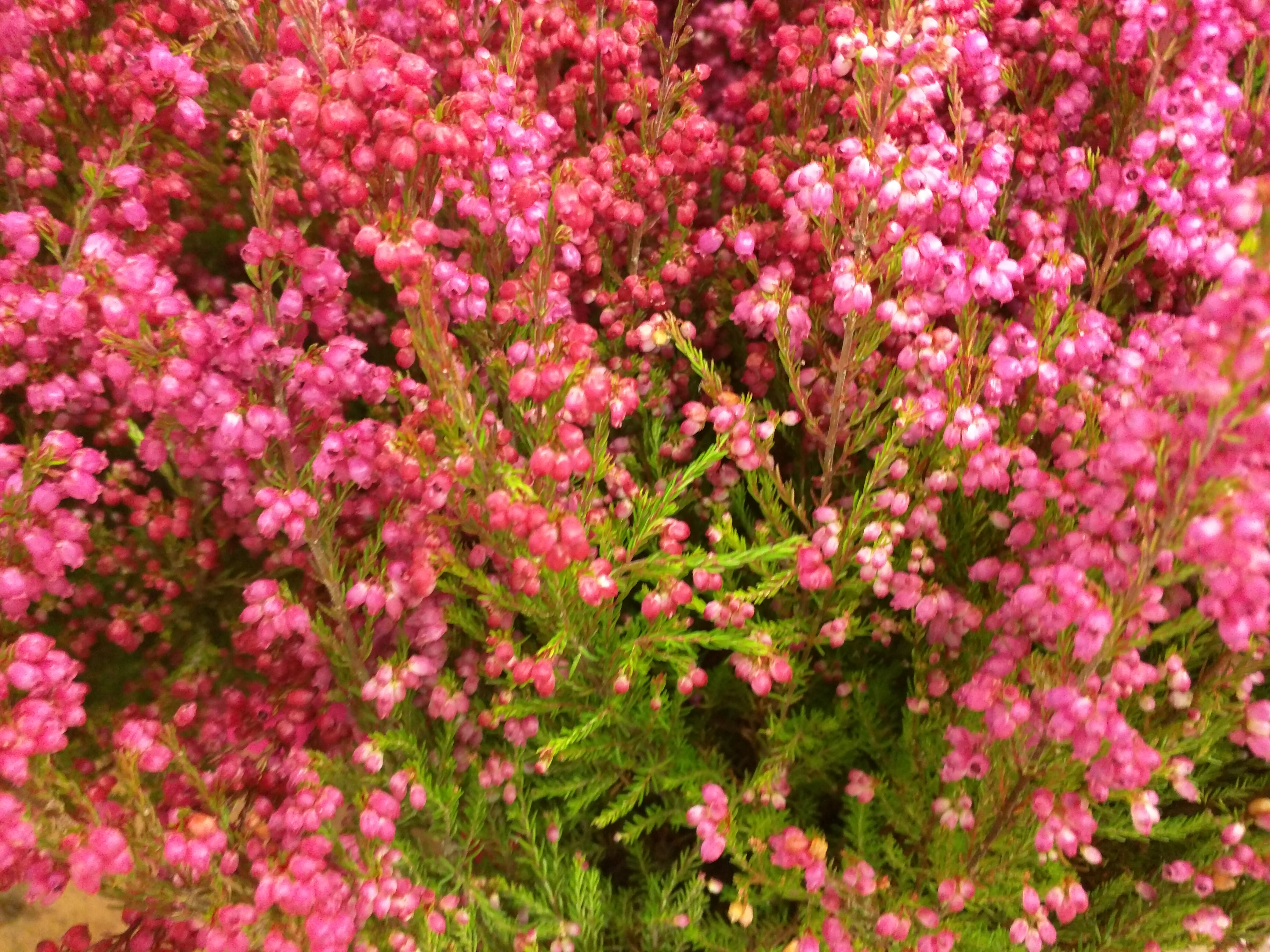
E. gracilis

### それ以外の利用
実用的な面ではエイジュ E. arborea は最大7mにもなる木だが、幹の基部や根が太く、イタリアではこれを加工してパイプを作り、ブライアー・パイプと呼ばれる。E. cospariaもパイプに用いられる。いずれも南ヨーロッパのものである。他にイギリスなどではいわゆるヒースから枝箒や燃料を得て、あるいはこれをもって寝わらとし、屋根を葺きと生活の多くの面で利用してきた。

### 景観として

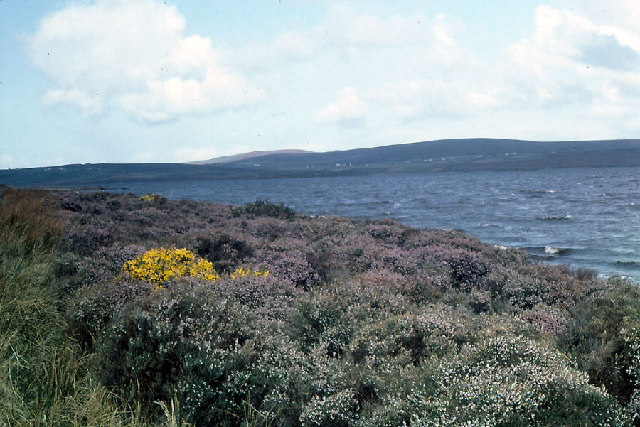
ヒースが生える海岸線

エリカ属と、それにギョリュウモドキ属の繁茂する荒れ地はイギリスではヒース heath、ドイツではハイデ Heide と呼ばれ、荒野に拡がる矮性低木群落として独特の景観を呈する。なお、「HEATH」の語源は、ドイツ語で「荒野」。イギリスではこのような地域は低木の枝同士が絡み合って人も家畜も立ち入ることさえ難しく、開発を阻害してきた。他方でこれらは上記のように生活に密着して利用されても来た。また秋から冬にかけては風が吹き抜ける荒涼とした平原となるが、春には新緑が萌え、夏には本属や近縁のギョリュウモドキ属の花が一面に咲き乱れ、イギリス人はこれを原風景として郷愁を抱くという。より詳しくは該当項目を参照されたい。